# Saint-Julien-d’Eymet
Sainte-Julien-d’Eymet ist eine Ortschaft und eine ehemalige französische Gemeinde mit 115 Einwohnern (Stand: 1. Januar 2022) im Département Dordogne in der Region Nouvelle-Aquitaine (vor 2016: Aquitanien). Die Gemeinde gehörte zum Arrondissement Bergerac und zum Kanton Sud-Bergeracois.
Der Erlass vom 25. September 2018 legte mit Wirkung zum 1. Januar 2019 die Eingliederung von Saint-Julien-d’Eymet als Commune déléguée zusammen mit den früheren Gemeinden Sainte-Innocence und Sainte-Eulalie-d’Eymet zur Commune nouvelle Saint-Julien-Innocence-Eulalie fest. Der Verwaltungssitz befindet sich in Sainte-Innocence.
Der Name in der okzitanischen Sprache lautet Sent Júlian d’Aimet und leitet sich vom heiligen Julianus ab.
Die Einwohner werden Saint-Juliénois und Saint-Juliénoises genannt.

## Geographie
Saint-Julien-d’Eymet liegt circa 15 Kilometer südsüdwestlich von Bergerac im Gebiet Bergeracois der historischen Provinz Périgord am südlichen Rand des Départements.
Umgeben wird Saint-Julien-d’Eymet von den fünf Nachbargemeinden und einer delegierten Gemeinde:
|                                     | Mescoules                                   | Sigoulès-et-Flaugeac |
| Sainte-Innocence (Commune déléguée) | Kompassrose, die auf Nachbargemeinden zeigt | Singleyrac           |
| Fonroque                            |                                             | Razac-d’Eymet        |

## Einwohnerentwicklung

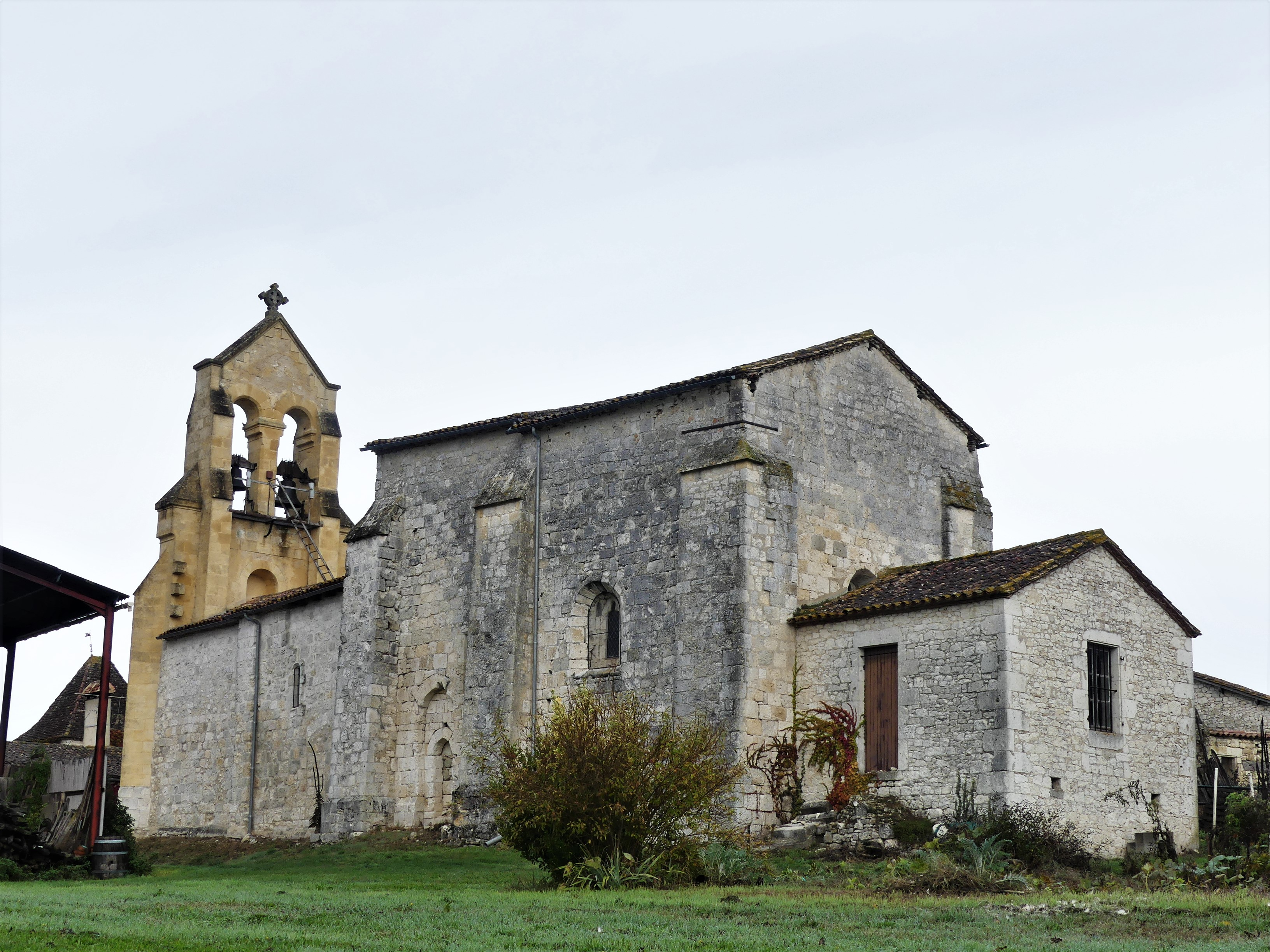
Pfarrkirche Saint-Julien

Gleich zu Beginn der Aufzeichnungen am Ende des 19. Jahrhunderts befand sich die Einwohnerzahl auf einen Höchststand von rund 355. In der Folgezeit sank die Größe des Orts bei kurzen Erholungsphasen bis zu den 1960er Jahren auf rund 85 Einwohner, bevor eine Phase mit moderatem Wachstum einsetzte, die heute noch anhält.
| Jahr      | 1962 | 1968 | 1975 | 1982 | 1990 | 1999 | 2006 | 2011 | 2022 |
| --------- | ---- | ---- | ---- | ---- | ---- | ---- | ---- | ---- | ---- |
| Einwohner | 152  | 84   | 93   | 96   | 101  | 97   | 109  | 110  | 115  |

## Sehenswürdigkeiten
- Pfarrkirche Saint-Julien
- Herrenhaus Font-Juliane aus dem 18. Jahrhundert